# ライオンズカラー

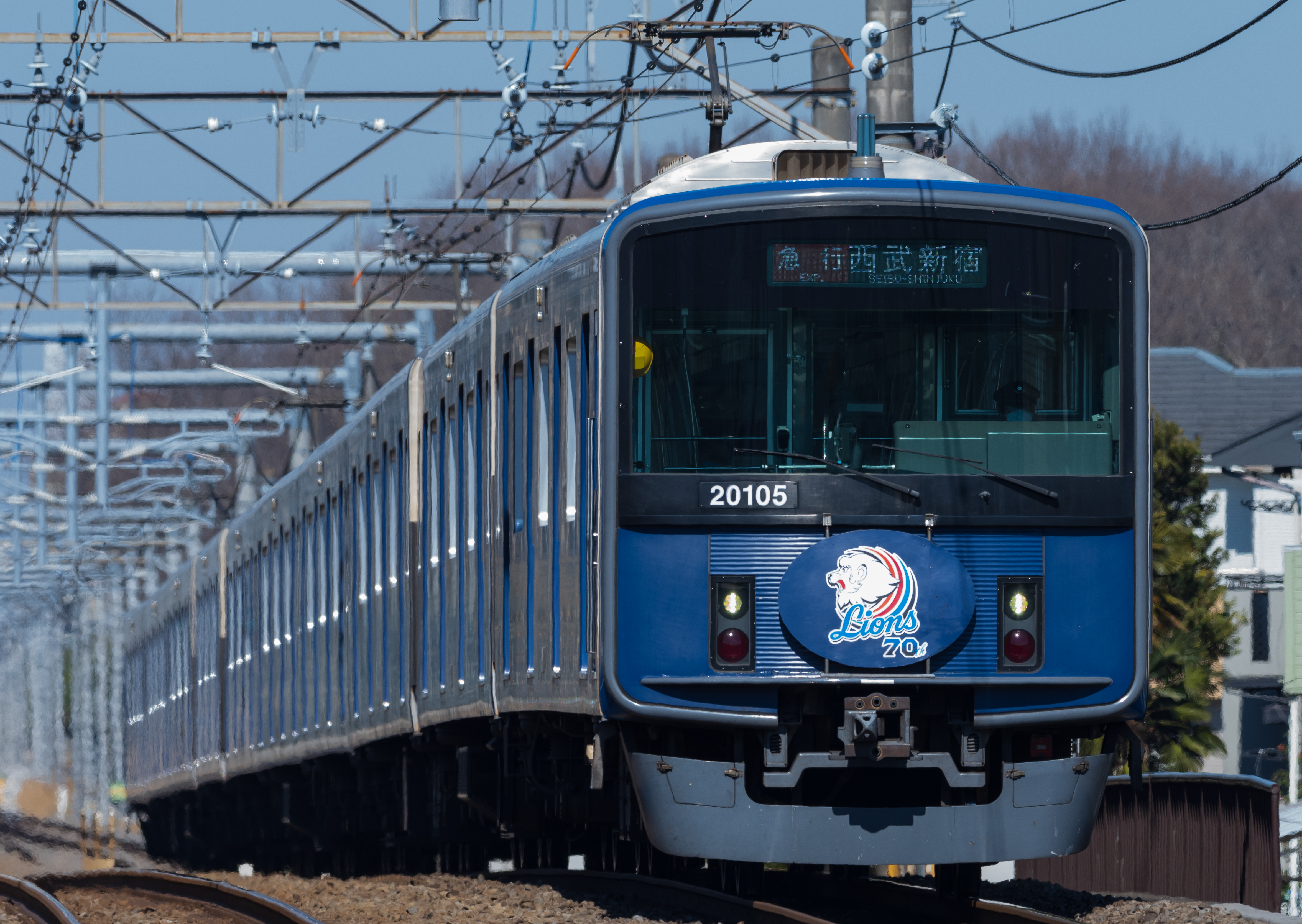
レジェンドブルー（西武鉄道）

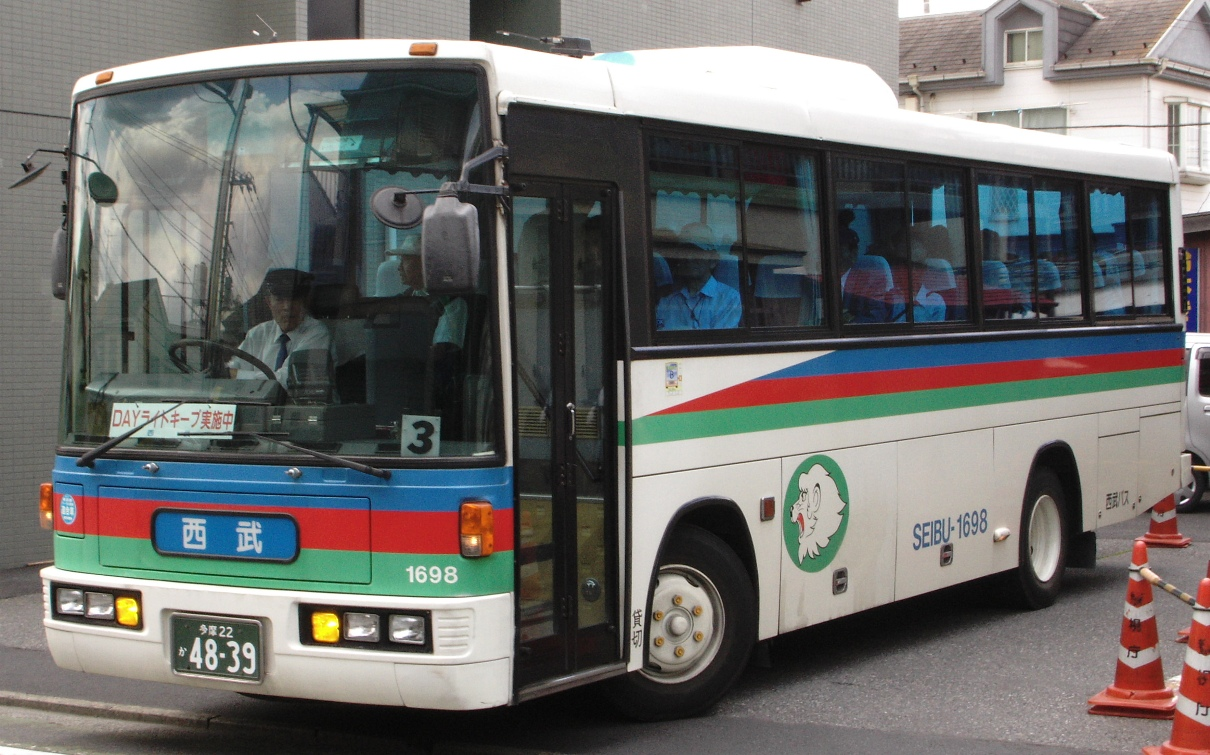
青・赤・緑の三色帯（西武バス）

ライオンズカラーは、プロ野球・埼玉西武ライオンズにおけるテーマカラーである。メインカラーは青系で、事実上のコーポレートカラーとして球団のみならず西武グループ各社のさまざまな施設に施されている。

## 概要
ライオンズカラーと称するデザインは、白地に青・赤・緑 (RGB) の三色の帯を配したもの、および「レジェンドブルー」と称する紺色系統のものの2種類が存在する。また、前者に用いられた青（水色）については「ライオンズブルー」とも称される。
白地に青・赤・緑の三色の帯を配した「ライオンズカラー」は、1978年（昭和53年）の西武ライオンズ（現・埼玉西武ライオンズ）誕生とともに制定された球団のチームカラーであった。同球団のユニフォームや、各種グッズにこのデザインが使用されたほか、西武鉄道グループにおけるイメージカラーとして傘下企業においても導入された。伊豆箱根バス、近江鉄道の電車・バス、西武観光バス・湖国バスのバス、西武ハイヤーのタクシーなどにおいて、白地に三色帯の「ライオンズカラー」が採用されている。
2009年（平成21年）1月1日をもって、埼玉西武ライオンズのチームカラーも「レジェンドブルー」と称する紺色に変更された。その後に導入された、西武観光バスが運行する夜行高速バス「Lions Express」や、西武鉄道が運行するライオンズデザイン電車「L-train」、近江鉄道が保有する900形電車などにおいては、新たなライオンズカラーである「レジェンドブルー」を基調とした塗装が採用されている。
一方で、埼玉西武ライオンズはチームカラーをレジェンドブルーに変更して以降、2018年・2019年とリーグ連覇を達成するまで優勝から遠ざかっていた。そのことを指して一部ファンは「ライオンズブルーの呪い」とチームカラー変更を否定的に捉え、またファンのみならず一部現役選手からも水色基調のカラーリングの復活を求める声があると報じられたことがある。これについて西武側はレジェンドブルーに変更して以降、球場のみならず普段使いでも違和感が無いカラーリングになったので、一定の評価は得られたと説明している。

## 色の詳細

### 白地に青・赤・緑
1978年（昭和53年）に西武鉄道グループの中核企業であった国土計画（後のコクド）がプロ野球・クラウンライターライオンズを買収した際、新球団名「西武ライオンズ」やキャラクターの「レオ」とともに定めたものが、白地に青・赤・緑の三色の帯を配した初代の「ライオンズカラー」である。個別では「ライオンズブルー」「ライオンズレッド」「ライオンズグリーン」と称される。
それぞれ「空の青」「獅子（選手や社員）の情熱を現す赤」「大地の緑」という意味があり、必ず上から青・赤・緑の順番で使用される。また、球団歌『地平を駈ける獅子を見た』でも「空青く 風白く 地は緑 炎の色の獅子を見た」と、白地に青赤緑のライオンズカラーが歌われている。
西武鉄道の4000系・8500系電車や、西武グループ各社のバスやタクシーなどの車体塗装として用いられており、球団カラーが「レジェンドブルー」へ変更となった後も引き続き使用されている。車種により、各色の間に細い白帯が入るものと入らないものとが存在する。
このうち「ライオンズブルー」は特に、ライオンズ球団のイメージカラーとして長年親しまれたほか、伊豆箱根鉄道では3000系以降の電車の基調色として用いられ、西武鉄道でも6000系・20000系電車の帯色に採用された。
セイノースーパーエクスプレス（旧：西武運輸）が請け負うライオンズの用具輸送車は西武運輸時代の車両はトラックボデーにライオンズカラーが採用されていた。

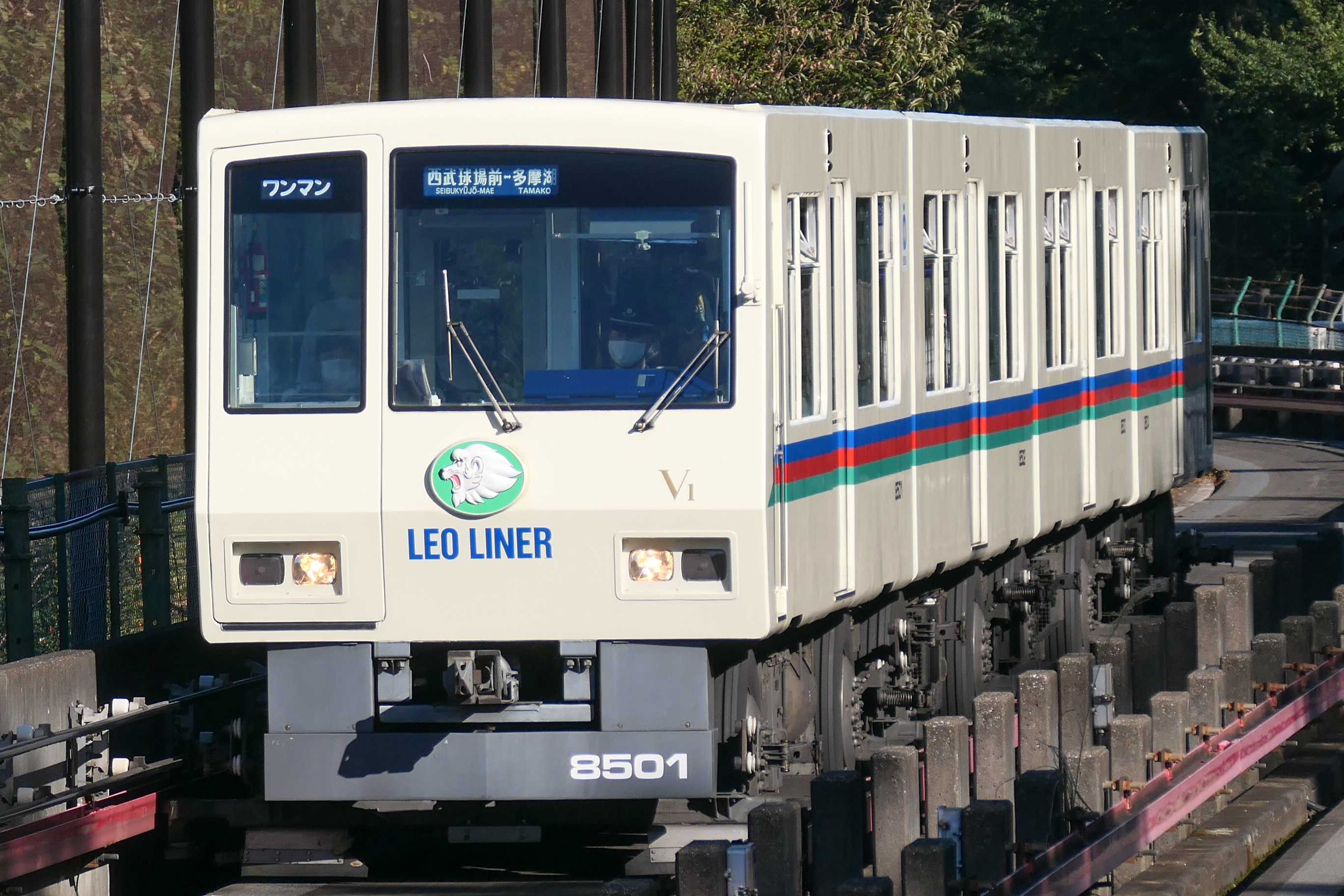
西武山口線 8500系電車
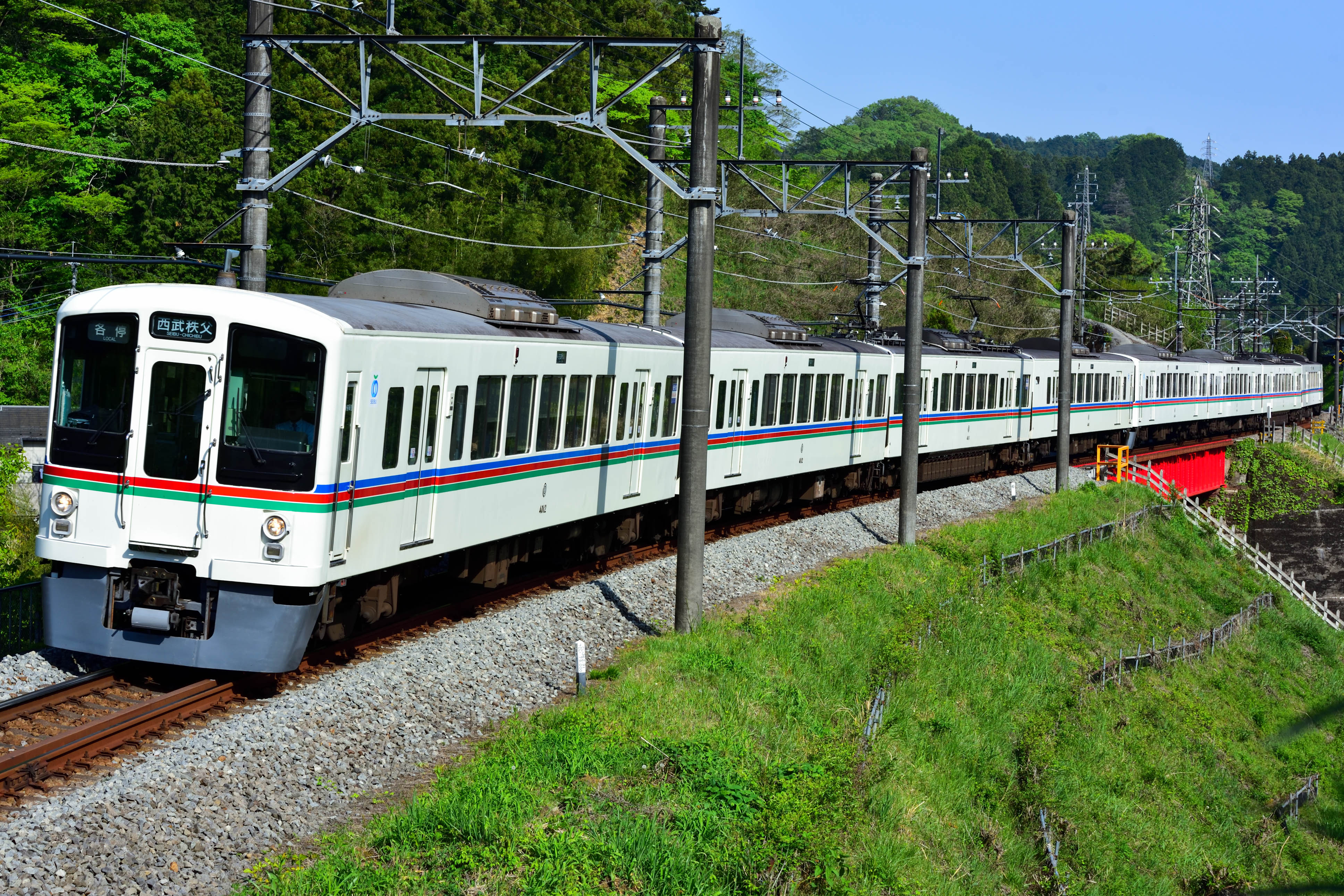
西武4000系電車
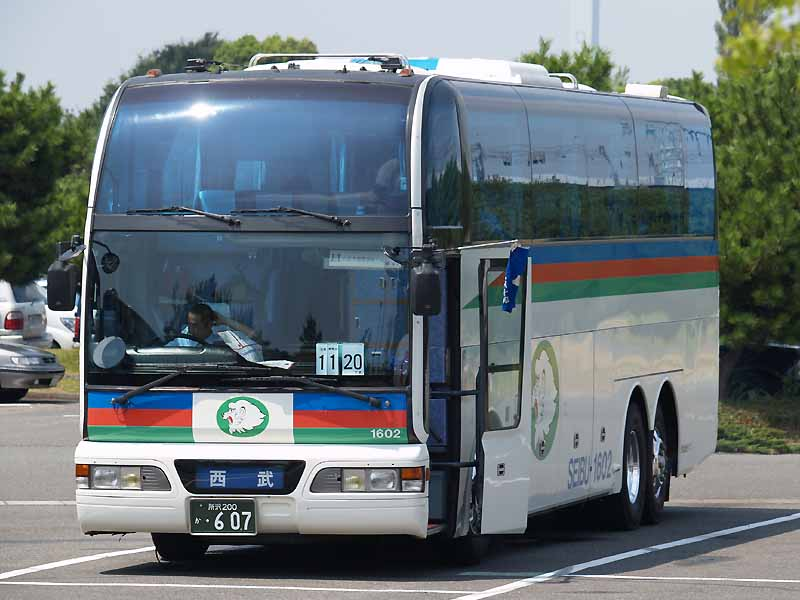
西武観光バスの車両
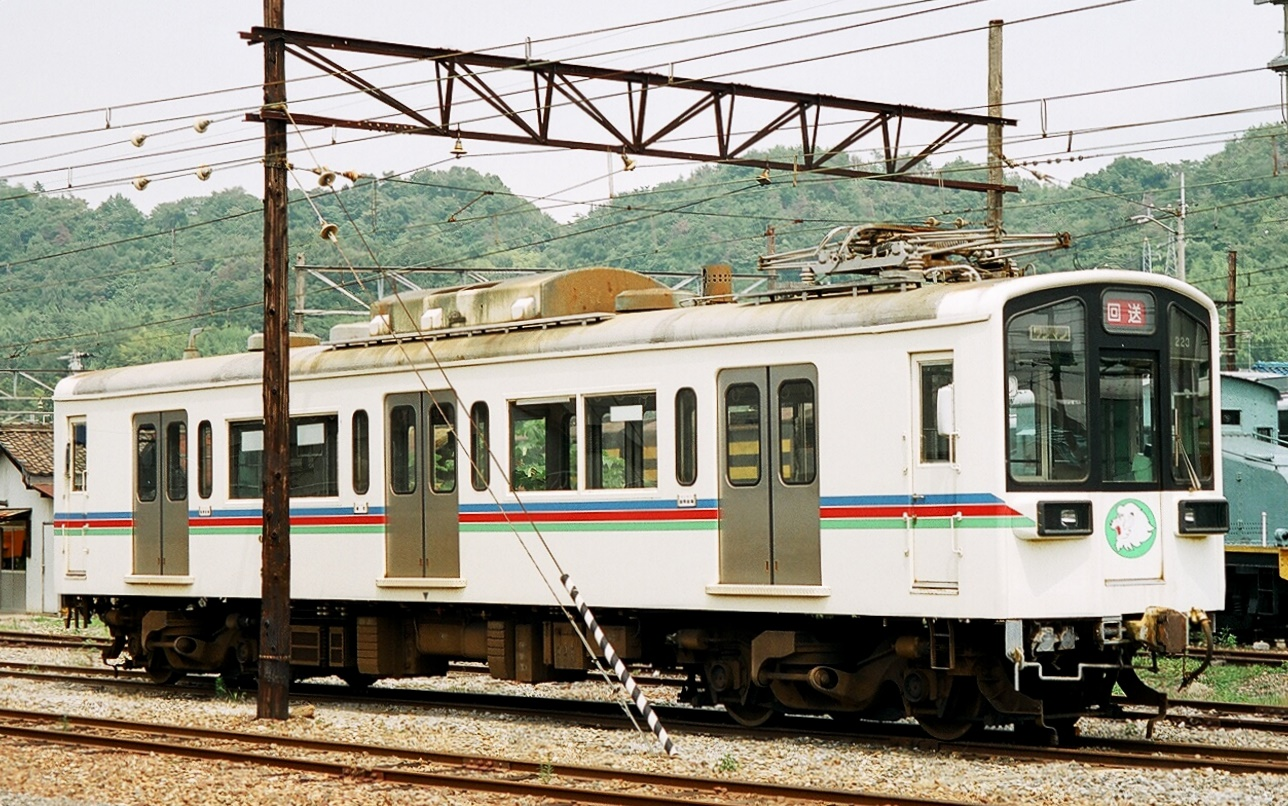
近江鉄道220形電車
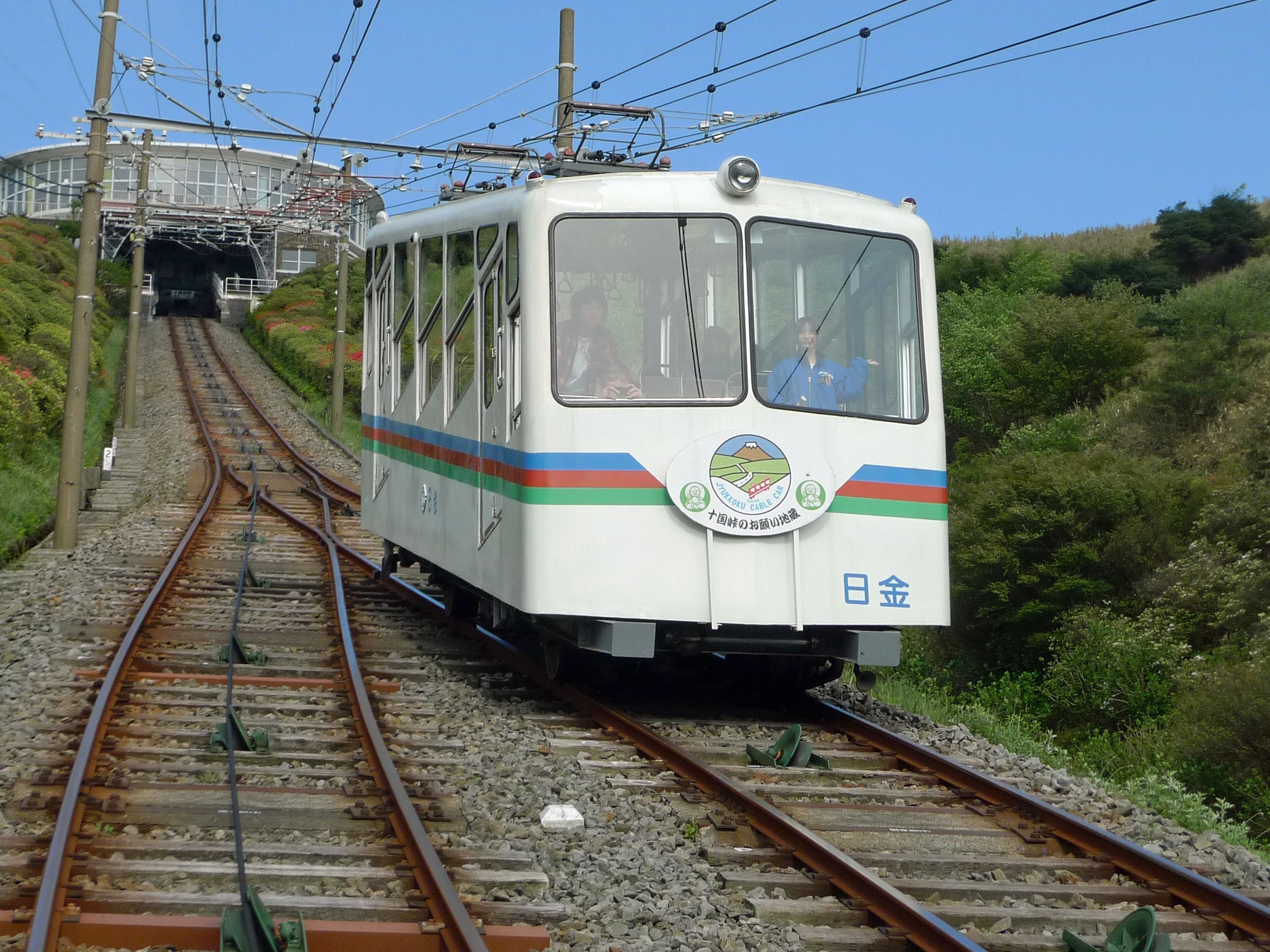
十国鋼索線（旧塗装・十国峠株式会社に移管）
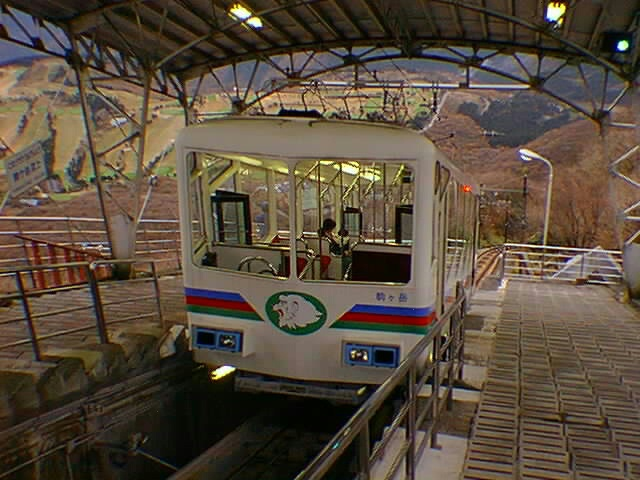
駒ヶ岳鋼索線（2005年廃止）
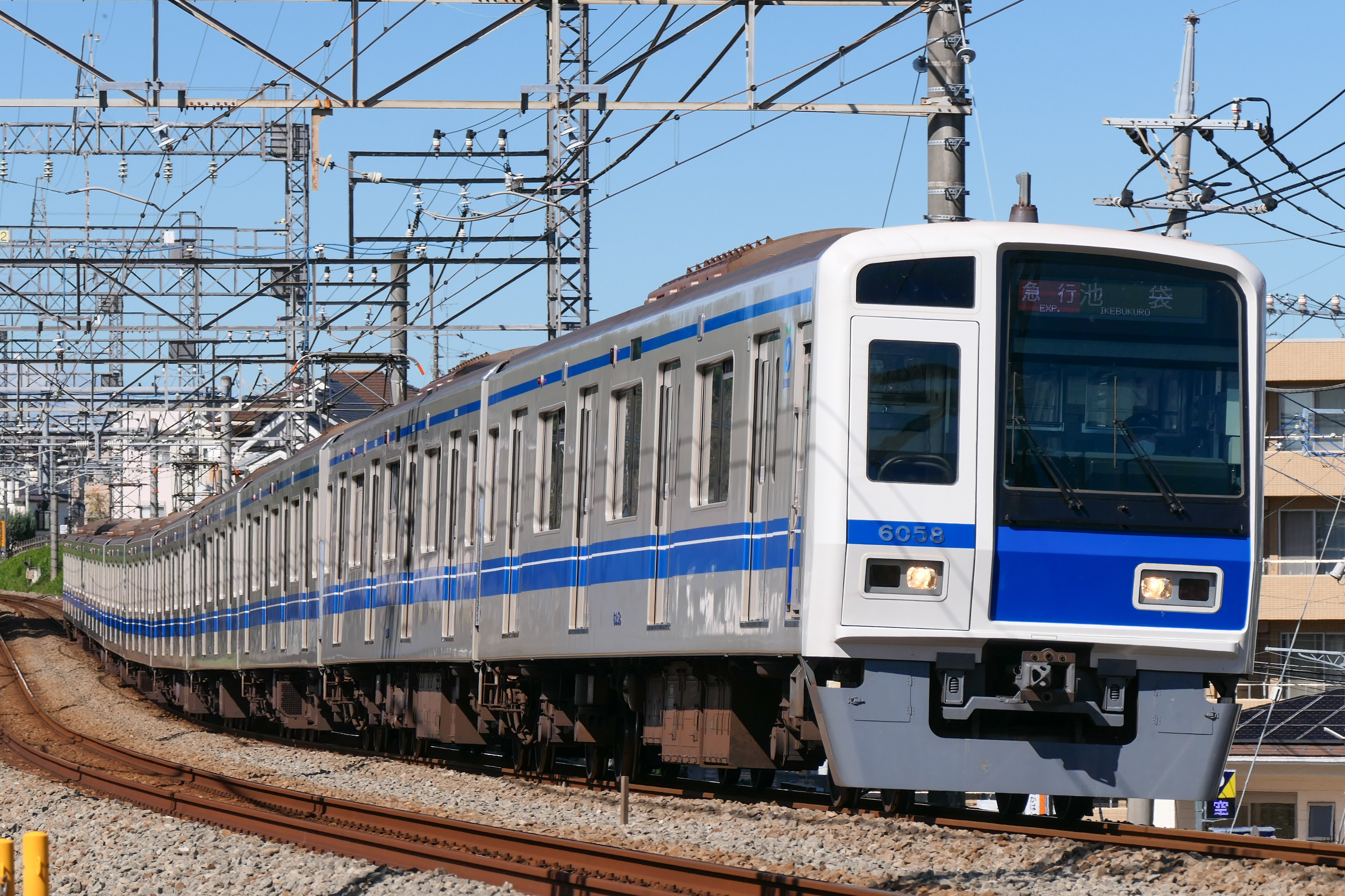
西武6000系電車
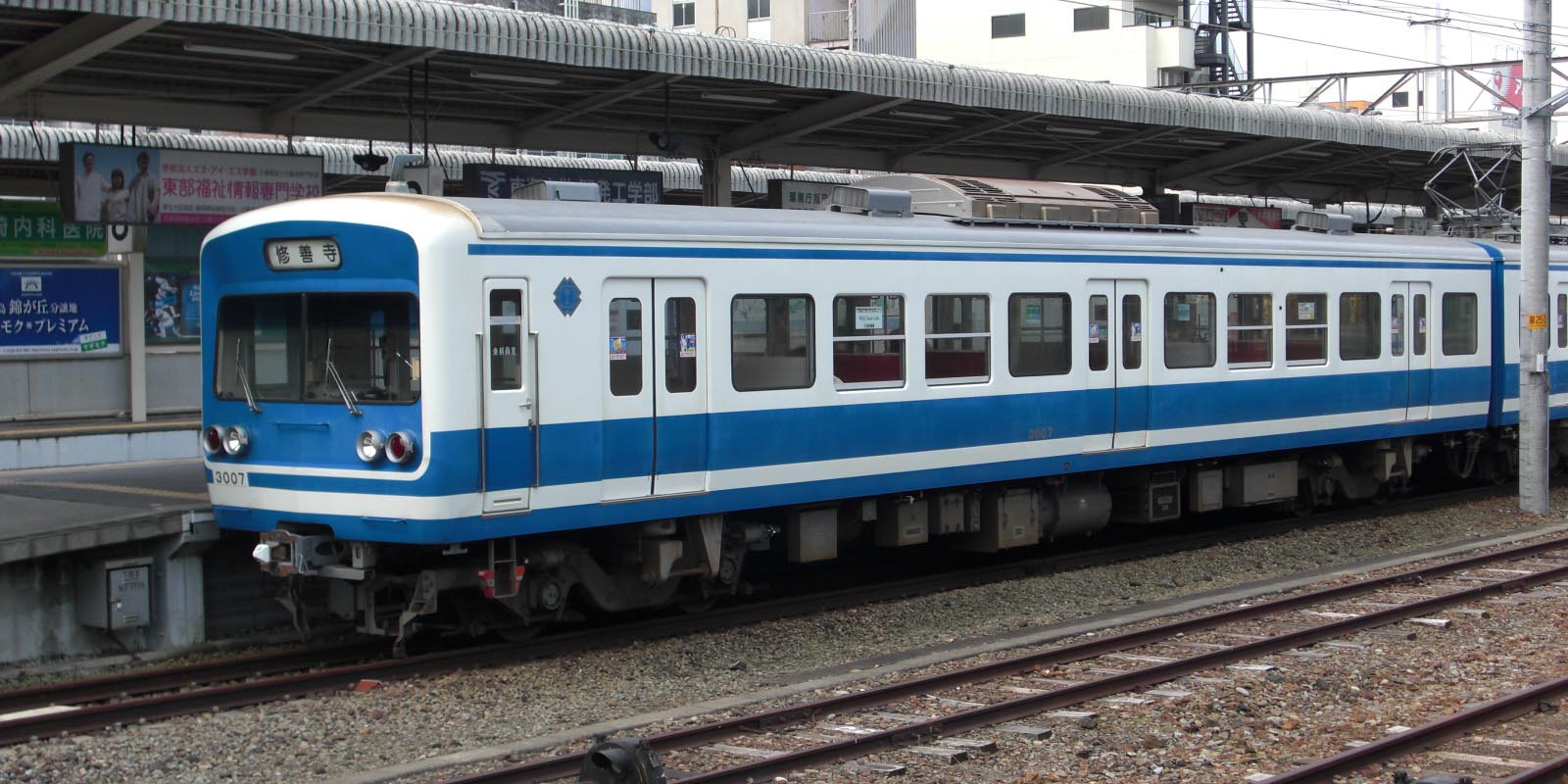
伊豆箱根鉄道3000系電車

### レジェンドブルー
埼玉西武ライオンズ球団の前身である西鉄ライオンズにおいて用いられた黒と、西武ライオンズのチームカラーであった青（水色）との融合をコンセプトとして、2009年（平成21年）より埼玉西武ライオンズのチームカラーとして採用されたものが、「栄光の青」を意味する「レジェンドブルー」と称する紺色系統のカラーで、これが2代目のライオンズカラーである。
同年のシーズンより球団のユニフォームや各種グッズの基調色が「レジェンドブルー」へ変更されたほか、前述の通り夜行高速バス「Lions Express」などの高速バスや西武バスの路線バスの一部にラッピングがされている。
また近江鉄道の定期観光バス（2014年に新規に参入した京都定期観光バスを含む）、西武鉄道のライオンズデザイン電車「L-train」、伊豆箱根鉄道の一部車両（3000系電車・7000系電車）、登場時の近江鉄道900形電車で、チームカラー変更と同時に新たに制定された球団のペットマークとともに用いられている。
営業用車両以外では、2021年（令和3年）3月から西武ドーム「トレイン広場」に展示されている「L-train 101」のラッピングデザインも、部分的にレジェンドブルーが用いられている。

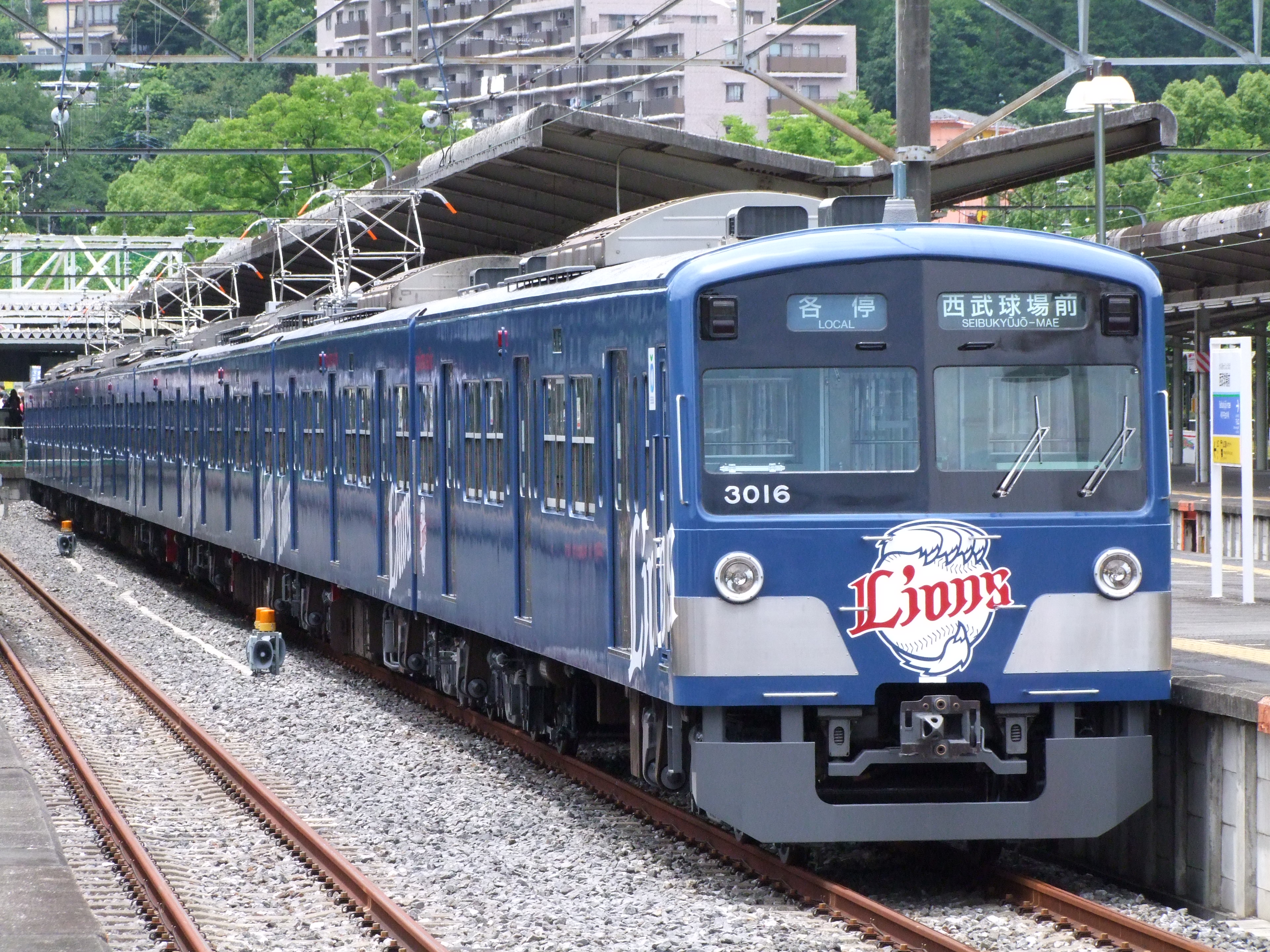
西武3000系電車 初代「L-train」
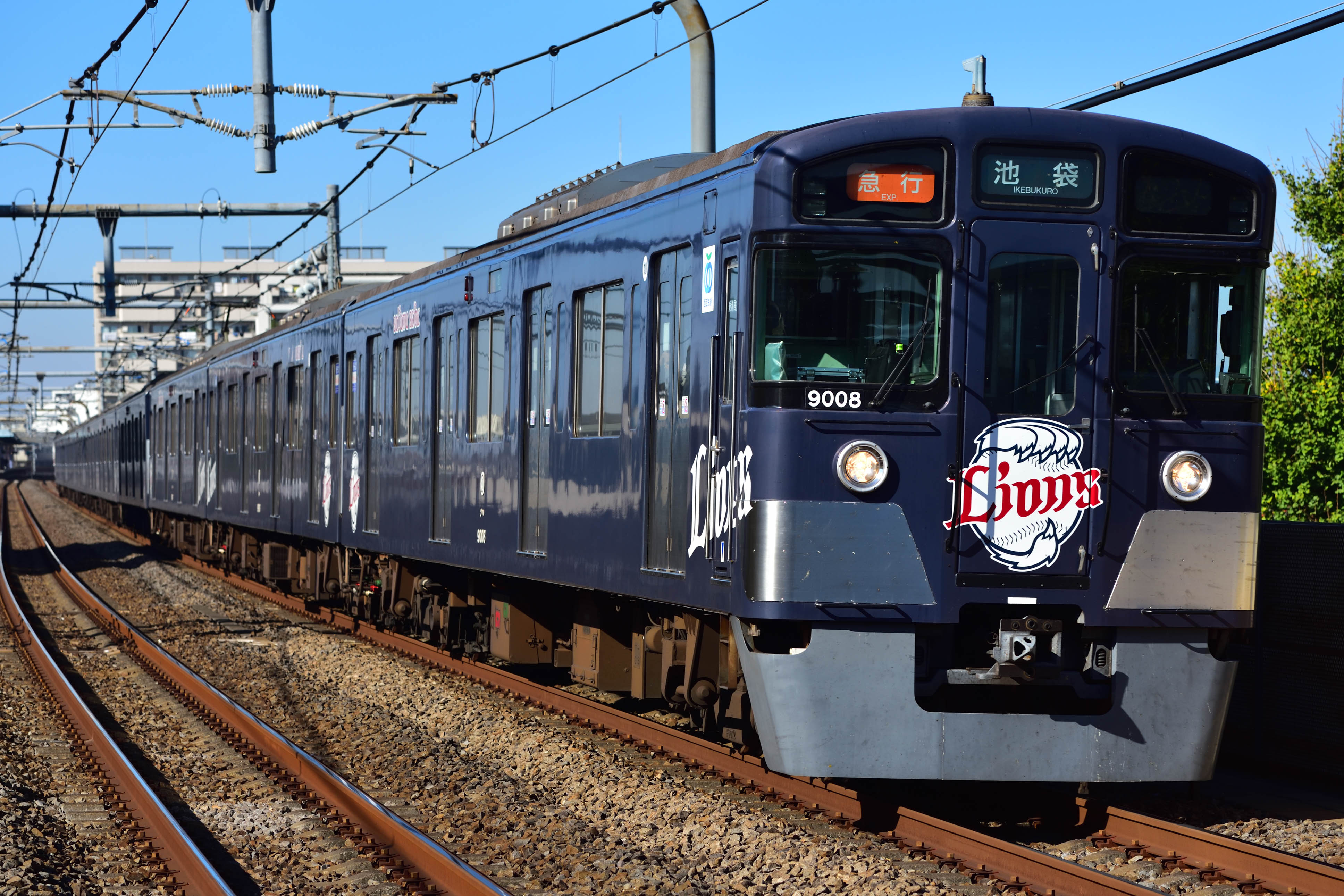
西武9000系電車 二代目「L-train」
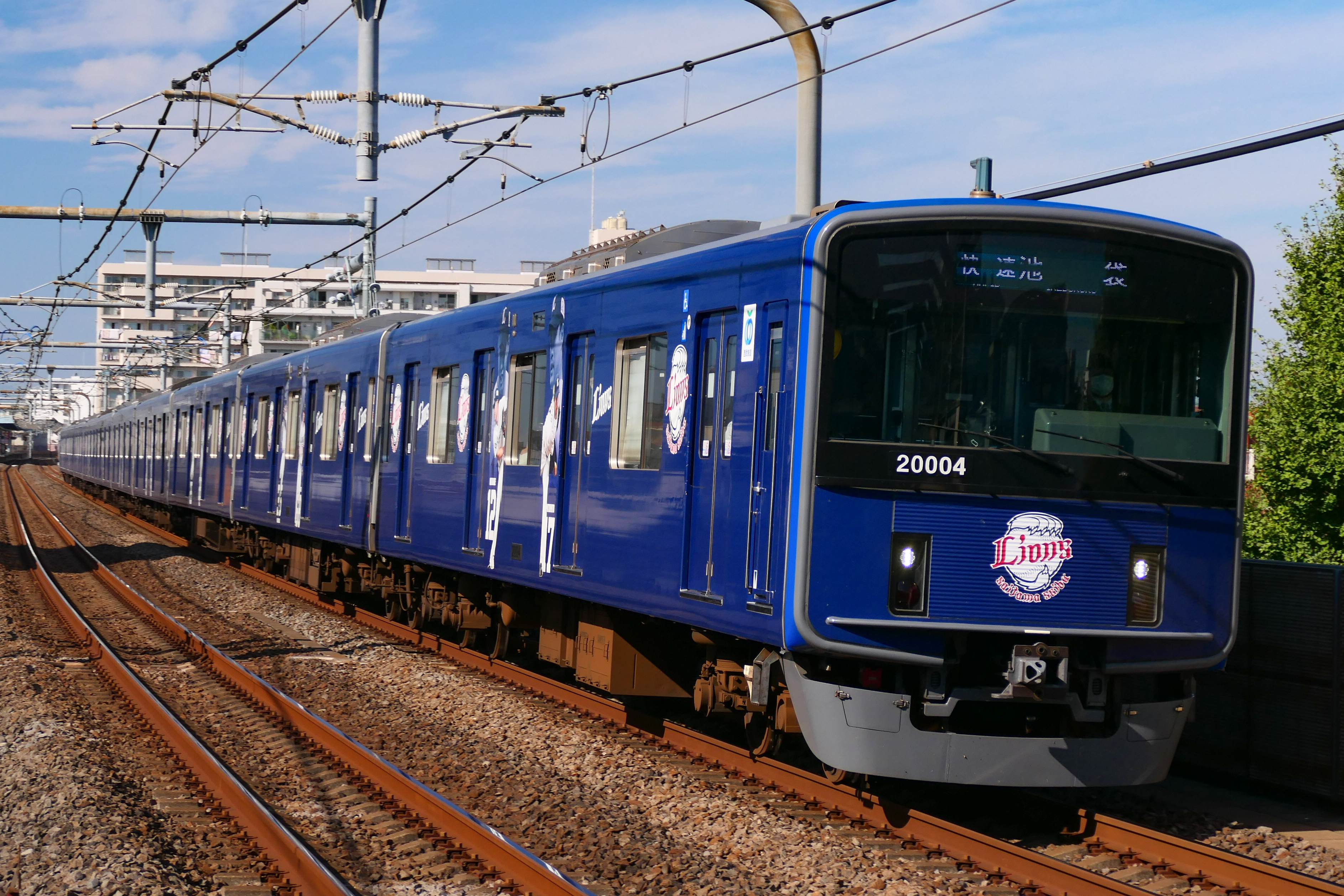
西武20000系電車 三代目「L-train」
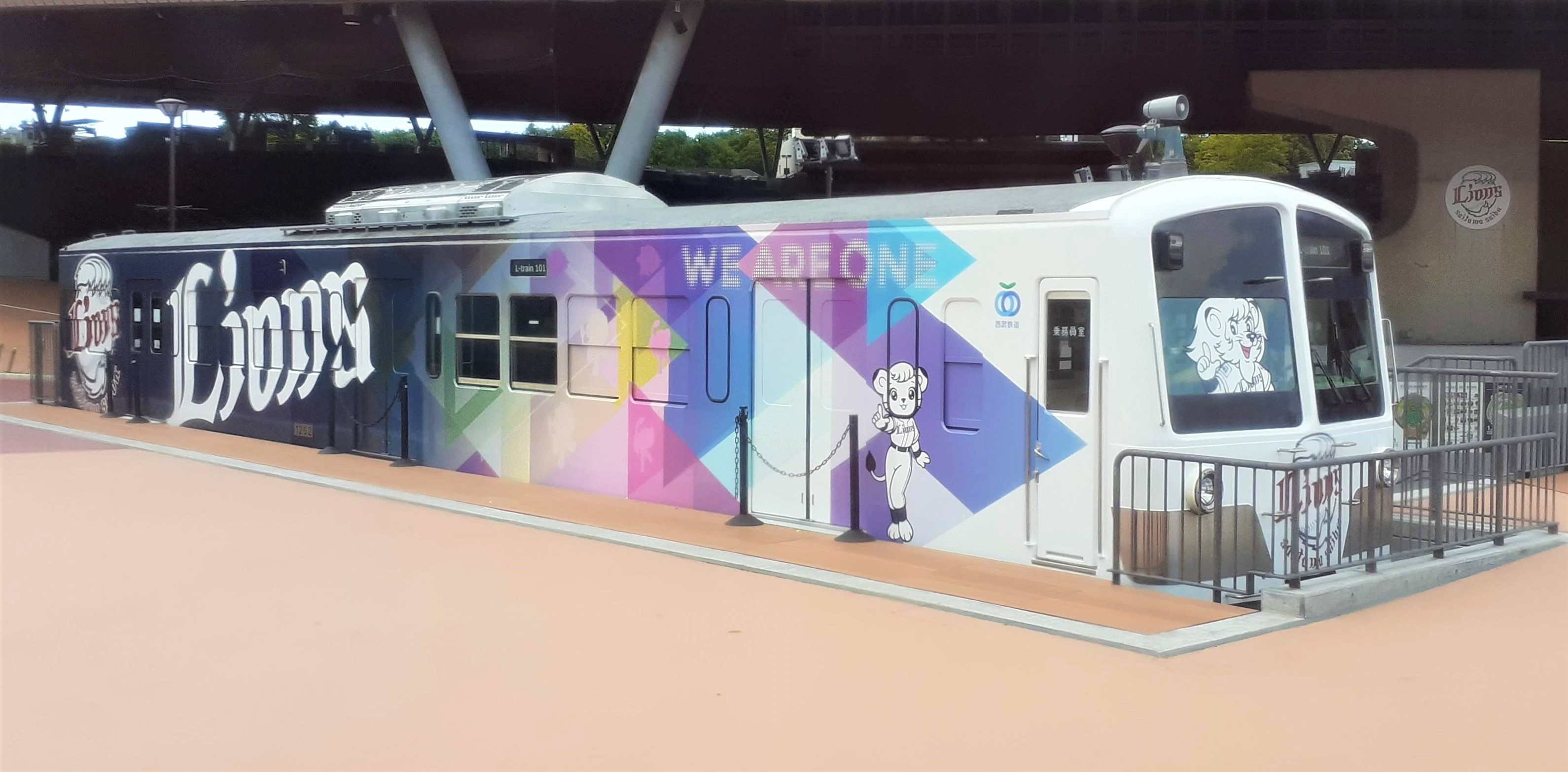
西武ドームに展示されている元西武101系電車 「L-train 101」
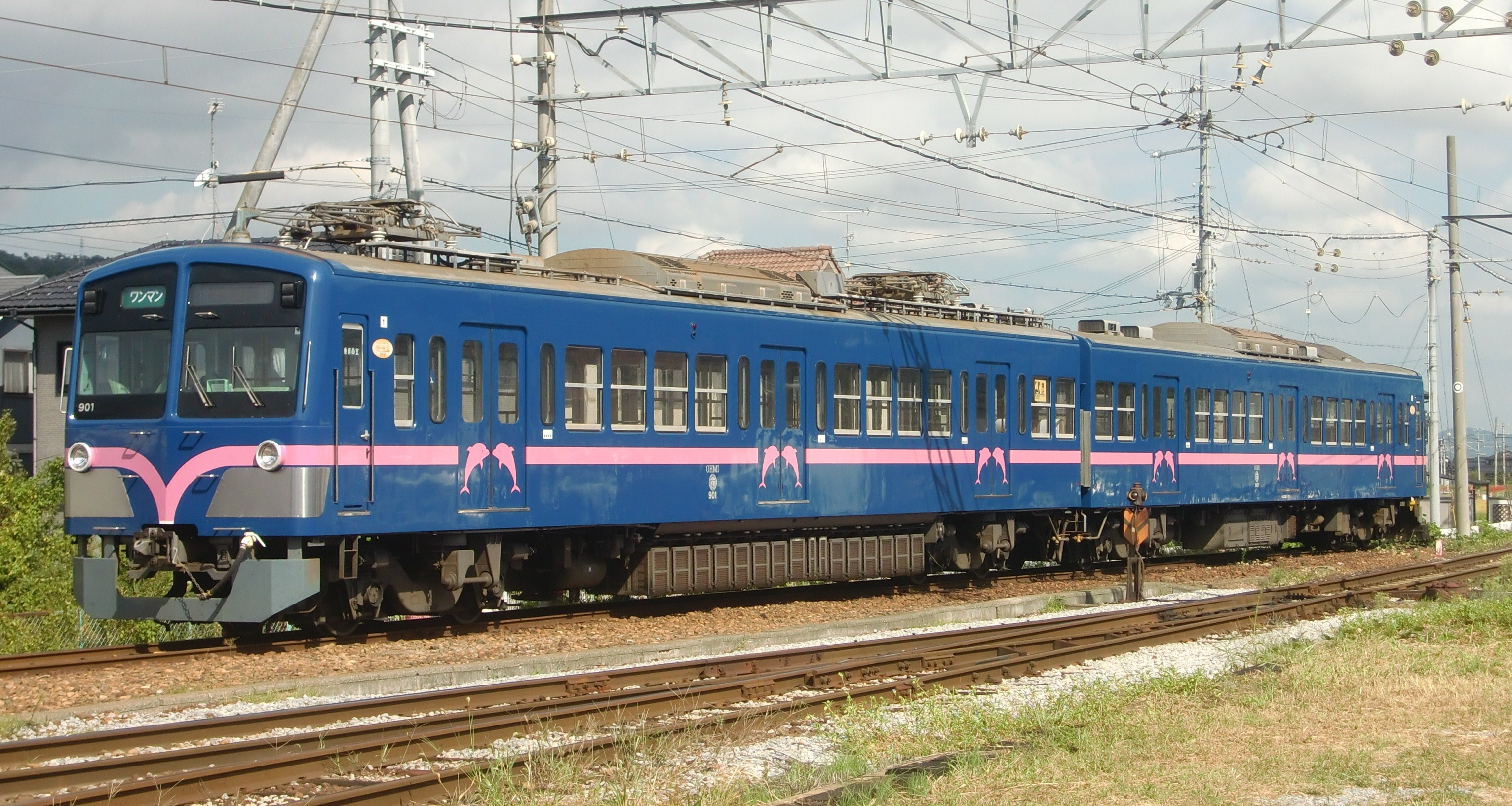
近江鉄道900形電車 登場当初、レジェンドブルーを纏っていた。
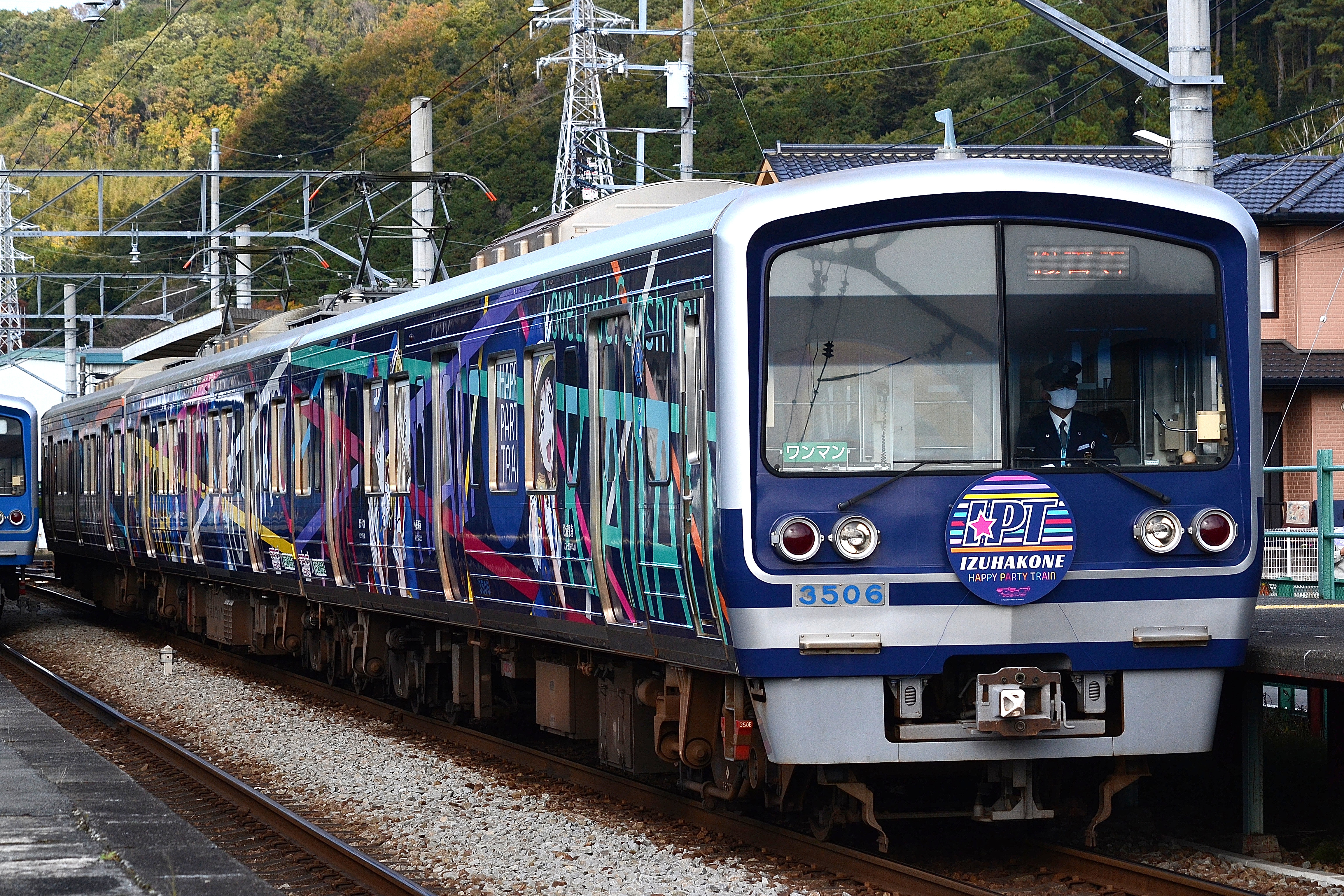
伊豆箱根鉄道3000系電車 「ラブライブ!サンシャイン!!」ラッピング電車 レジェンドブルーを基調としている。
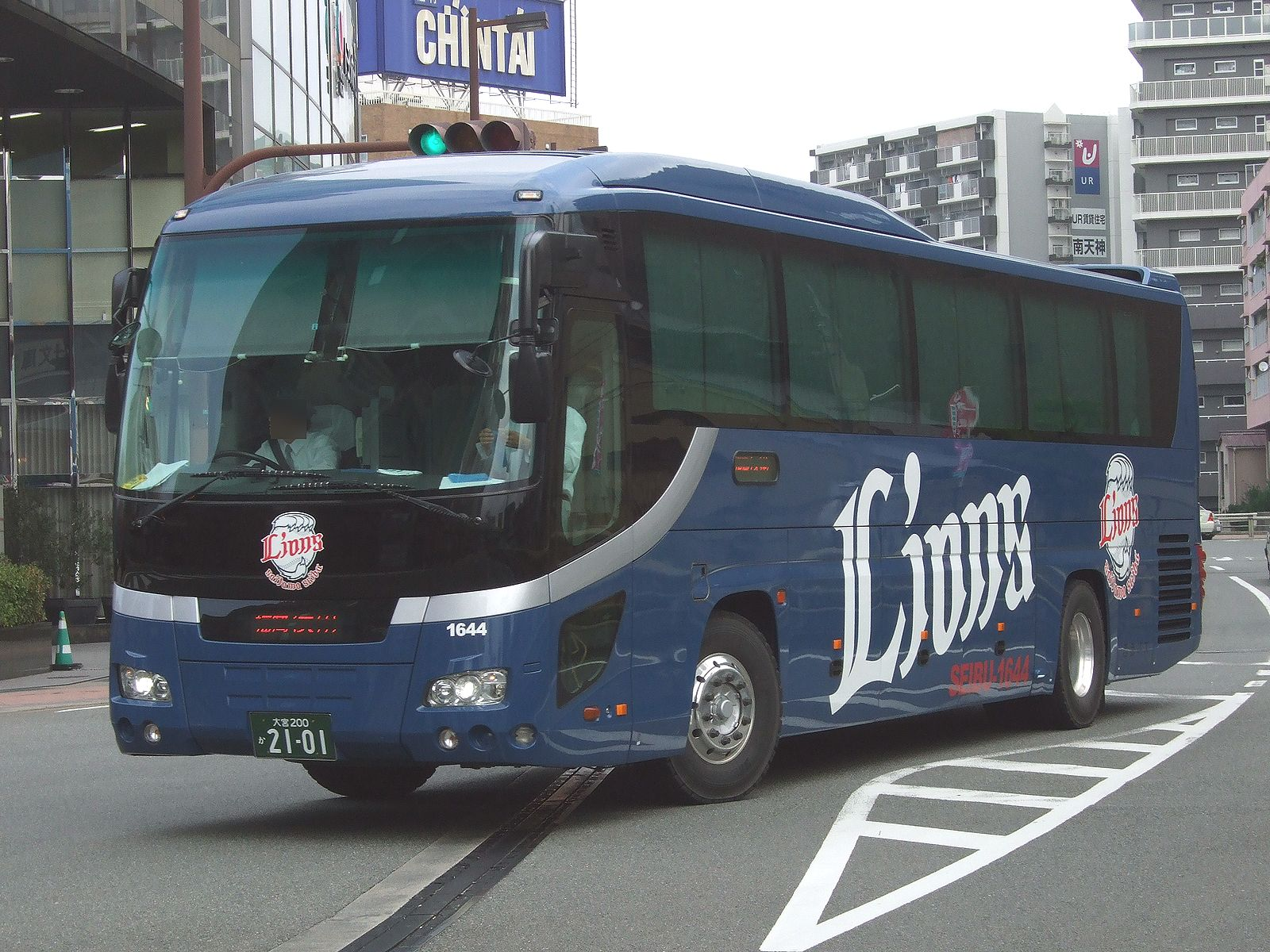
西武観光バス 「Lions Express」車両

### その他の西武グループ等
西武ホールディングス傘下には、西武鉄道の新ロゴ（2007年 - ）と同じものを用いて統一している企業もある（西武バス、西武プロパティーズ、西武建設など）。

西武鉄道のロゴ（日本語版。2007年 - ）